# Église de la Nativité-de-la-Vierge de Bulligny
L’église de la Nativité-de-la-Vierge est l'église paroissiale du village de Bulligny (Meurthe-et-Moselle).
Elle fut érigée au XVe siècle, à la demande de Ferry Ier de Ligniville, co-seigneur de Bulligny.

## Description générale
L'église de Bulligny est construite en croix, dans un style gothique flamboyant, sur l'emplacement d'une ancienne chapelle romane du XIIe siècle. La chapelle nord, est l'ancienne chapelle seigneuriale, dans laquelle se trouve la sépulture des sires de Tuméjus. La chapelle sud est dédiée à sainte Anne.